# Uzumaki Sasaki
Uzumaki Sasaki (ささきうずまき, Sasaki Uzumaki) est un réalisateur japonais de films pornographiques et le cofondateur de deux studios spécialisés dans leur production.

## Biographie
Uzumaki Sasaki est né le 16 mars 1978,. Il fait ses débuts dans l'industrie du X peu après avoir été diplômé de l'université Ritsumeikan University. Après avoir travaillé sous la direction du réalisateur Temple Suwa, il débute, en juillet 2003, en tant que réalisateur de films pornographiques pour les studios V&R Planning avec la vidéo The Beautiful Woman's Lewd Disposition (綺麗なお姉さんの痴姦癖),,.
Au mois d'août 2004, Sasaki crée ses propres studios, V&R Products, filiale de V&R Planning, en association avec les réalisateurs Shingo Takemoto, Temple Suwa et Taro Kanbe. Le nouveau groupe souhaite plus de liberté d'expression et la possibilité de suivre une voie moins extrême que V&R Planning dans le genre.
V&R Products distribue ses vidéos à travers Soft On Demand (SOD), vaste conglomérat spécialiste du genre. Sasaki remporte le Prix du Meilleur Réalisateur aux 4e SOD Awards disputés en 2005. L'année suivante, Sasaki se voit honoré de la 3e place aux AV Open Challenge Stage pour sa vidéo Tokyo Shinjuku Ward Office 24: Slut Division produit par V&R Products,.
En 2007, V&R Products demandent à être totalement indépendants.  La maison mère rechigne et relève Sasaki et ses collaborateurs de leur poste avec, comme résultat, la création de Rocket, une nouvelle entité productrice de films pornographiques. Les statuts de Rocket sont déposés en octobre 2007. Le 17 janvier 2008, la firme diffuse une première série de cinq vidéos dont Sasaki réalise les deux premières :  It is Nice to Meet You, We are Rocket! Rocket 20 Big Tits Ladies! et The Ultimate Invention Vol. 1 - A Door That Will Allow You to Go Anywhere.
Sasaki fait montre de tact dans les vidéos qu'il réalise pour V&R Products aussi bien que celles qu'il réalise pour Eocket et a façonné des œuvres loin des sentiers battus de « l'actrice caractéristique » du genre mis en avant par de nombreux studios. Rocket est à l'avant garde d'un nouveau type de films innovants sous le titre général de "Fantasy Situation Series Adult Video" (妄想シチュエーション系ＡＶ) dans lesquels le réalisateur se sert d'évènements fantaisistes pour provoquer des situations érotiques.
En décembre 2009, Sasaki dirige l'actrice en films pornographiques Maria Ozawa entourée par trois autres actrices dans la vidéo Female Announcer Facial Cumshot! éditée par Rocket à l'occasion de l'anniversaire des studios.

## Filmographie partielle
| |                                            |            | |  |  |
| |                                            |            | |  |  |
| The Beautiful Woman's Lewd Disposition 綺麗なお姉さんの痴姦癖                                                                            | V&R Planning Noah Select Special SP-656    | 24-07-2003 | Début en tant que réalisateur |  |  |
| Let's Go! Go! Tigers 綺麗なお姉さんの痴姦癖                                                                                              | V&R Planning Noah Select Special SP-675    | 27-10-2003 | Avec Kao Sugimori, Anri Mizuna & Usagi Nohara |  |  |
| Adult Orgy Party! Pink Companion おとなの宴会 乱交！ ピンクコンパニオン                                                                  | V&R Planning Noah Select Special VSPDS-014 | 23-09-2004 | |  |  |
| Stop the Time Part 1 - Anywhere, Everywhere Shameless Heaven 時間よ止まれ！パート２ いつでもどこでもハレンチ天国                         | V&R Products VSPDS-047                     | 17-03-2005 | Avec Kana Shimada, Cocona Kawai, Sumire Takenaka, Ryo Mizusawa, Aki Yatou, Nao Takashima Madoka Toono, Arisa Asakura, Miu Serisawa, Maika Nagatomo, Rio Akikawa, Megumi Ichihara & Manami Kuninaka |  |  |
| Stop the Time Part 2 - Anywhere, Everywhere Shameless Heaven 時間よ止まれ！パート２ いつでもどこでもハレンチ天国                         | V&R Products VSPDS-075                     | 21-07-2005 | Avec Rio Nakayama, Ema Hijiri, Miyuri Shirakawa, Kurumi Nanase, Nami Shimada, Moe Goto Nonoka Hirayama, Risako Nakahara, Aya Tsukino & Urara Haru                                                  |  |  |
| Tokyo Shinjuku Ward Office 24: Slut Division こちら!東京24区 痴女区の区役所の痴女○○課                                                    | V&R Products OPEN-0653                     | 04-05-2006 | Avec Minaki Saotome (Naho Asakura), Chihiro Hasegawa, Ayaka Kasagi & Yuna Shibata, Troisième aux AV Open Challenge Stage 2006                                                                      |  |  |
| Stop the Time Part 5 - Summer Festival SP 時間よ止まれ！ パート5 夏祭りSP                                                                | V&R Products VSPDS-177                     | 17-08-2006 | Avec Kasumi Kohayashi, Chiharu Yanai, Yume Hoshino, Yuri Kuraki & Yuri Nioka |  |  |
| Stop the Time Part 7 時間よ止まれ！ パート7                                                                                              | V&R Products VSPDS-254                     | 05-07-2007 | Avec Risako Konno, Noriko Kago & Runa Sezaki |  |  |
| Lost The Virgin By Beautiful Sis 綺麗なお姉さんの筆おろし                                                                                | V&R Products VSPDS-259                     | 19-07-2007 | Hikaru Hozuki & Yuka Osawa |  |  |
| It is Nice to Meet You, We are Rocket! Rocket 20 Big Tits Ladies! はじめましてロケットです！ ロケットおっぱい20人！                      | Rocket RCT-001                             | 18-01-2008 | Différentes actrices Première vidéo de Rocket |  |  |
| The Ultimate Invention Vol. 1 - A Door That Will Allow You to Go Anywhere 混浴露天風呂 究極の妄想発明シリーズ 第1弾 どこにでも行けるドア | Rocket RCT-005                             | 18-01-2008 | Différentes actrices |  |  |
| The Ultimate Invention Vol.3: Dreams Comes True Telephone Box 究極の妄想発明シリーズ第3弾 もしもが叶う電話BOX                            | Rocket RCT-015                             | 20-03-2008 | Avec Aika Moriguchi, Anna Momoi, Ayumi Takigawa, Haruna Kato & Miyu Sakurazawa |  |  |
| The Ultimate Invention Vol.4: The Swap Men & Women Camera 究極の妄想発明シリーズ第4弾 男女入れ替わりカメラ                               | Rocket RCT-024                             | 08-05-2008 | Avec Mirai Hirose, Ringo Akai, Saya Namiki & Yuka Osawa |  |  |
| The Ultimate Invention Vol.6: X-Ray Glasses Part 2 究極の妄想発明シリーズ第6弾 すけすけ透視メガネ パート2                                | Rocket RCT-039                             | 17-07-2008 | Minako Saotome & Ryo Akanishi |  |  |
| The Ultimate Invention Vol.9: Time Stop Watch 2 究極の妄想発明シリーズ第9弾 時間が止まる腕時計 パート2                                   | Rocket RCT-056                             | 15-10-2008 | Avec Minako Saotome, Runa Sezaki & Yui Matsuno |  |  |
| The Ultimate Invention Vol.11: X-Ray Glasses Part 3 究極の妄想発明シリーズ第11弾 すけすけ透視メガネ パート3                              | Rocket RCT-084                             | 22-01-2009 | Avec Aoi Mizumori, Maria Kuroki, Masami Inoue, Neo Kazetani & You Haruka |  |  |
| Yuka Osawa Demonstrates Men's Squirting! 大沢佑香がもっと男の潮吹き伝授します！                                                          | Rocket RCT-090                             | 05-02-2009 | Avec Yuka Osawa |  |  |
| The Ultimate Invention Vol.13: Time Stop Watch 3 究極の妄想発明シリーズ第13弾 時間が止まる腕時計 パート3                                 | Rocket RCT-104                             | 04-04-2009 | Avec Manami Momosaki & Ruri Shinohara |  |  |
| Female Announcer Facial Cumshot! 女子アナに顔射！                                                                                        | Rocket RCT-168                             | 05-12-2009 | Maria Ozawa, Maki Hojo, Rui Saotome & Tsubomi |  |  |

## Sources
- (en) « Uzumaki Sasaki Profile & Filmography at Urabon Navigator »;
- (ja) « Uzumaki Sasaki - DMM Filmography ».